# Liste der Biografien/Deh
Liste der Biografien |
Portal Biografien |
Personensuche
# |
A |
B |
C |
D |
E |
F |
G |
H |
I |
J |
K |
L |
M |
N |
O |
P |
Q |
R |
S |
T |
U |
V |
W |
X |
Y |
Z |
?
 
Da |
Db |
Dc |
Dd |
De |
Dg |
Dh |
Di |
Dj |
Dk |
Dl |
Dm |
Dn |
Do |
Dq |
Dr |
Ds |
Du |
Dv |
Dw |
Dy |
Dz
 
De A |
De B |
De C |
De D |
De E |
De F |
De G |
De H |
De J |
De K |
De L |
De M |
De N |
De P |
De Q |
De R |
De S |
De T |
De V |
De W |
De Y |
De Z 

Dea |
Deb |
Dec |
Ded |
Dee |
Def |
Deg |
Deh |
Dei |
Dej |
Dek |
Del |
Dem |
Den |
Deo |
Dep |
Deq |
Der |
Des |
Det |
Deu |
Dev |
Dew |
Dex |
Dey |
Dez
Die Liste der Biografien führt alle Personen auf, die in der deutschsprachigen Wikipedia einen Artikel haben. Dieses ist eine Teilliste mit 185 Einträgen von Personen, deren Namen mit den Buchstaben „Deh“ beginnt.

## Deh

### Deha
- Déhà (* 1985), belgisch-bulgarischer Musiker, Sänger, Tontechniker, Musikproduzent und Tonstudiobetreiber
- DeHaan, Dane (* 1986), US-amerikanischer SchauspielerDane DeHaan (* 1986)

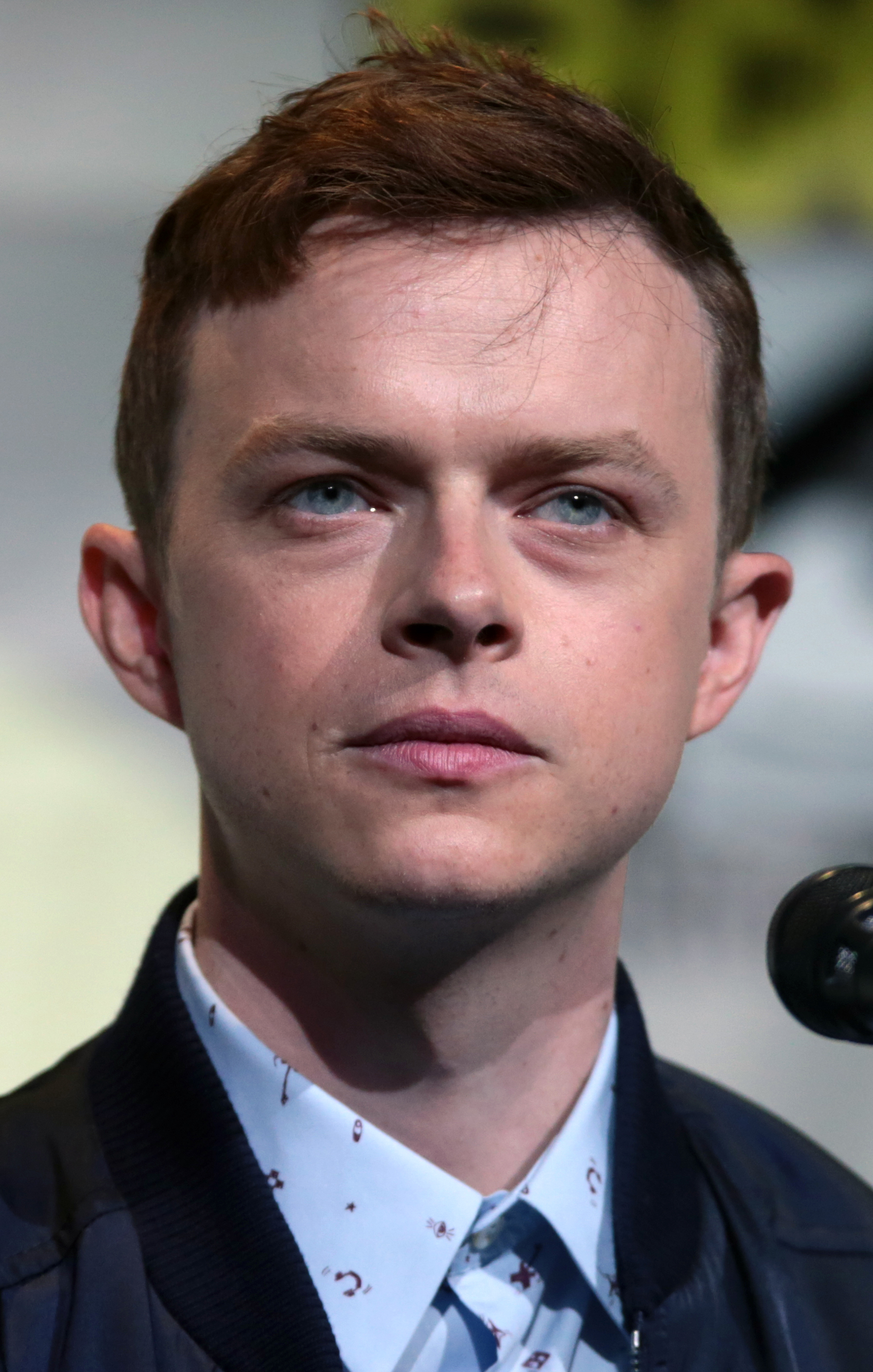
Dane DeHaan (* 1986)

- Dehaene, Jean-Luc (1940–2014), belgischer Politiker, MdEP, Premierminister
- Dehaene, Stanislas (* 1965), französischer Neurowissenschaftler
- Dehaes, Kenny (* 1984), belgischer Radrennfahrer
- Dehaney, Patricia, US-amerikanische Maskenbildnerin und Friseurin
- Dehant, Véronique (* 1959), belgische Mathematikerin, Geophysikerin, Geodätin, Astronomin und Hochschullehrerin
- Deharbe, Joseph (1800–1871), römisch-katholischer Priester, Katechetiker und Pastoraltheologe
- Deharde, Gustav (1893–1968), deutscher Theaterregisseur und Theaterintendant
- Dehari, Dardan (* 1990), nordmazedonischer Skirennläufer
- DeHart, Matthew (* 1984), amerikanischer Whistleblower
- DeHaven, Carter (1886–1977), US-amerikanischer Schauspieler, Regisseur und Produzent
- DeHaven, Gloria (1925–2016), US-amerikanische Schauspielerin
- DeHaven, Hugh (1895–1980), US-amerikanischer Pilot, Ingenieur und Pionier

### Dehb
- Dehbi, Mehdi (* 1985), belgischer Filmschauspieler und Theaterregisseur

### Dehc
- Dehchoda, Ali Akbar (1879–1956), persischer Linguist und Literat

### Dehd
- Dehde, Klaus-Peter (* 1959), deutscher Politiker (SPD)

### Dehe
- Dehe, Astrid (* 1965), deutsche Schriftstellerin
- DeHeart, Ryler (* 1984), US-amerikanischer Tennisspieler
- Deheleanu, Vasile (1910–2003), rumänischer Fußballspieler
- Dehennin, Elsa (1932–2009), belgische Romanistin und Hispanistin
- Deher, Johannes von († 1455), Bischof des Bistums Lebus (1443–1455)
- Dehérain, Pierre-Paul (1830–1902), französischer Chemiker, Pflanzenphysiologe und Agronom
- Dehere, Terry (* 1971), US-amerikanischer Basketballspieler
- Dehertoghe, André (1941–2016), belgischer Leichtathlet
- Dehesa, Germán (1944–2010), mexikanischer Schriftsteller
- Deheza, Román Antonio (1791–1872), argentinischer General und Gouverneur

### Dehg
- Dehghan, Hossein (* 1957), iranischer Politiker
- Dehghani, Ashraf (* 1948), iranische Kommunistin und Mitglied der Volksfedajin-Guerilla Iran

### Dehi
- Dehiba Chahyd, Hind (* 1979), französisch-marokkanische Mittelstreckenläuferin
- Dehio, Christoph (* 1965), deutscher Infektionsbiologe und Professor am Biozentrum der Universität Basel, Schweiz
- Dehio, Georg (1850–1932), deutscher Kunsthistoriker
- Dehio, Karl (1851–1927), deutsch-baltischer Internist und Pathologe
- Dehio, Ludwig (1888–1963), deutscher Historiker und Archivar
- Dehiwalage, Nimal Fernando (* 1984), sri-lankischer Fußballspieler

### Dehl
- Dehl, Laurenz (* 2001), deutscher Fußballspieler
- Dehl-von Kaenel, Christiane, deutsche Klassische Archäologin
- Dehlavi, Hossein (1927–2019), iranischer Komponist
- Dehlavi, Samiullah Khan (1913–1976), pakistanischer Diplomat
- Dehler, Brit Claudia, deutsche Schauspielerin
- Dehler, Franz (1888–1970), deutscher Verwaltungsjurist und Landrat
- Dehler, Joseph (* 1944), deutscher Erziehungswissenschaftler, Rektor der Fachhochschule Fulda
- Dehler, Klaus (1926–2005), deutscher Arzt und Politiker (FDP), MdL
- Dehler, Peter (* 1963), deutscher Dramatiker und Regisseur
- Dehler, Robert Stephen (1889–1966), kanadischer Ordensgeistlicher
- Dehler, Thomas (1897–1967), deutscher Politiker (DDP, FDP), MdL, MdB, BundesjustizministerThomas Dehler (1897–1967)

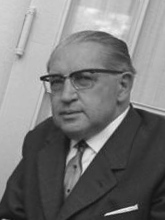
Thomas Dehler (1897–1967)

- Dehler, Thomas (* 1961), deutscher Schauspieler
- Dehler, Wolfgang (1936–2003), deutscher Schauspieler
- Dehli, Else (* 1932), norwegische Opernsängerin im Stimmfach Sopran
- Dehli, Halfdan Gyth (1881–1963), norwegischer Offizier und Luftfahrtpionier
- Dehli, Maria (1851–1926), norwegische Frauenrechtlerin
- Dehli, Martin (* 1948), deutscher Ingenieur
- Dehli, Ole (1851–1924), norwegischer Jurist und Politiker
- Dehlin, Lindsey (* 1984), US-amerikanische Skilangläuferin
- Dehling, Max (* 1993), deutscher Journalist, Fernseh- und Hörfunkmoderator
- Dehlinger, Alfred (1874–1959), deutscher Jurist, württembergischer Finanzminister
- Dehlinger, Gustav Adolf (1860–1940), deutscher Politiker (HBB, DVP), Landtagsabgeordneter Volksstaat Hessen
- Dehlinger, Hans (* 1939), deutscher Entwurfstheoretiker, Computerkünstler
- Dehlinger, Paul (1896–1965), deutscher Politiker (CDU), MdL
- Dehlinger, Quinn (* 2002), US-amerikanischer Freestyle-Skisportler
- Dehlinger, Ulrich (1901–1981), deutscher Physiker
- Dehlsen, Axel (1938–2021), deutscher Gebrauchsgrafiker

### Dehm
- Dehm, Diether (* 1950), deutscher Politiker (parteilos, Die Linke, PDS, SPD), MdB, Liedermacher, Autor, inoffizieller Mitarbeiter der DDR-StaatssicherheitDiether Dehm (* 1950)

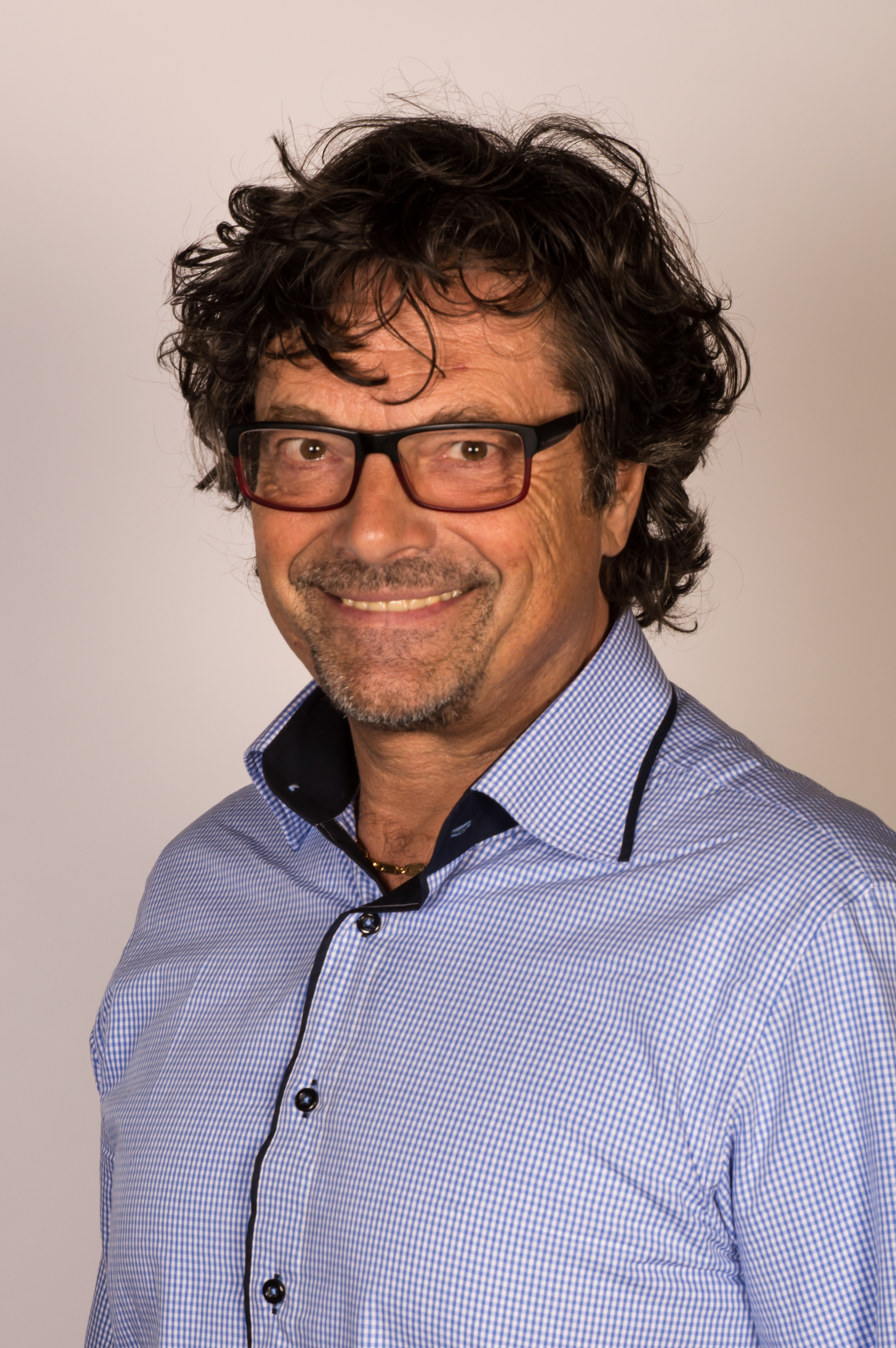
Diether Dehm (* 1950)

- Dehm, Ferdinand (1846–1923), österreichischer Architekt und Politiker, Landtagsabgeordneter
- Dehm, Fidelis (1825–1883), deutscher Minorit, Bischof, Apostolischer Visitator in Rumänien
- Dehm, Gerhard (* 1965), deutscher Materialwissenschaftler
- Dehm, Jannik (* 1996), deutscher Fußballspieler
- Dehm, Jörg (* 1963), deutscher Politiker (CDU), Oberbürgermeister von Hagen
- Dehm, Josef (1904–1977), deutscher Erfinder und Unternehmer
- Dehm, Patrick (* 1962), deutscher römisch-katholischer Theologe, Personalentwickler, Supervisor und klinischer Gestalttherapeut
- Dehm, Richard (1907–1996), deutscher Paläontologe
- Dehm-Hasselwander, Eva (1923–2015), deutsche Kinderbuch-Autorin
- Dehmann, Karl (1886–1974), deutscher Maler
- Dehmel, Ida (1870–1942), deutsche Lyrikerin und Frauenrechtlerin
- Dehmel, Joachim (* 1969), deutscher Mittelstreckenläufer
- Dehmel, Jürgen (* 1958), deutscher Bassist und Songschreiber
- Dehmel, Nadine (* 1976), deutsche Schauspielerin
- Dehmel, Paula (1862–1918), deutsche Schriftstellerin
- Dehmel, Richard (1863–1920), deutscher Dichter und SchriftstellerRichard Dehmel (1863–1920)

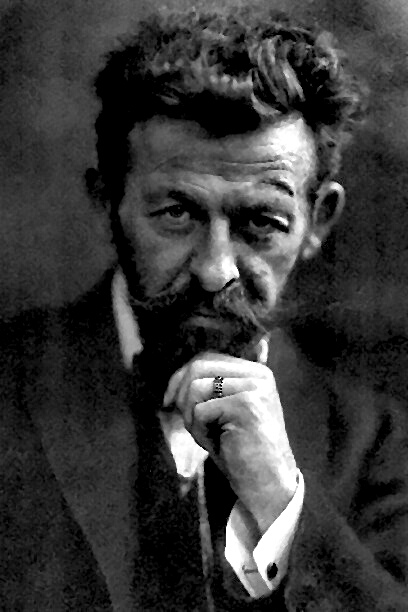
Richard Dehmel (1863–1920)

- Dehmel, Richard (1902–1983), deutscher Kartograph und Direktor bei der Kartographischen Anstalt Georg Westermann
- Dehmel, Walter (1903–1960), deutscher Dichter und Übersetzer
- Dehmel, Willy (1909–1971), deutscher Liedtexter
- Dehmelt, Hans Georg (1922–2017), deutsch-US-amerikanischer Physiker, Nobelpreisträger
- Dehmer, Dagmar (* 1965), deutsche Journalistin und Politikerin (Grüne)
- Dehmer, Frank (* 1973), deutscher Kommunalpolitiker
- Dehmer, Michael, deutscher Säbelfechter
- Dehmer, Sebastian (* 1982), deutscher Triathlet
- Dehmlow, Carsten (* 1977), deutscher Schwimmer
- Dehmlow, Eckehard (1933–2022), deutscher Chemiker und Hochschullehrer
- Dehms, Alexander (1904–1979), deutscher Politiker (SPD), MdA
- Dehms, Werner (1883–1938), Bürgermeister von Potsdam (1924–1938)

### Dehn
- Dehn, August Wilhelm von (1716–1776), Baron von Dehn auf Ludwigsburg und Träger des Dannebrogordens
- Dehn, Bertha (1881–1953), deutsche Violinistin
- Dehn, Friedrich Ludwig von (1697–1771), dänischer Diplomat
- Dehn, Georg (1843–1904), deutscher Landschafts- und Vedutenmaler
- Dehn, Günter (* 1933), deutscher Kommunalpolitiker (CSU)
- Dehn, Günther (1882–1970), deutscher evangelischer Pastor und praktischer Theologe
- Dehn, Horst (1937–2005), deutscher Fußballspieler
- Dehn, Konrad Detlev von (1688–1753), deutscher Diplomat und Minister
- Dehn, Kurt (1920–2000), deutscher Volksmusiker
- Dehn, Max (1878–1952), deutscher Mathematiker
- Dehn, Mechthild (* 1941), deutsche Erziehungswissenschaftlerin
- Dehn, Paul (1912–1976), britischer Drehbuchautor und Filmproduzent
- Dehn, Peter (* 1944), deutscher Politiker (SPD), MdL
- Dehn, Siegfried Wilhelm (1799–1858), deutscher Musiktheoretiker und Kontrapunktlehrer
- Dehn, Ulrich (* 1954), deutscher evangelischer Theologe
- Dehn, Werner (1889–1960), deutscher Ruderer
- Dehn, Wolfgang (1909–2001), deutscher Archäologe
- Dehn-Misselhorn, Maria (1908–1980), deutsche Kunstmalerin und Graphikerin
- Dehn-Rotfelser, Carl von (1808–1881), kurhessischer Finanzminister
- Dehn-Rotfelser, Heinrich von (1825–1885), deutscher Architekt, kurhessischer bzw. preußischer Baubeamter und Denkmalpfleger
- Dehn-Rotfelser, Moritz Adolf von († 1639), kursächsischer Offizier, teilweise in schwedischem Dienst
- Dehn-Rotfelser, Otto von (1815–1875), deutscher Jurist und Landrat
- Dehn-Rotfelser, Wilhelm von (1850–1932), preußischer Generalleutnant
- Dehn-Rothfelser, Hans von (1500–1561), sächsischer Hofbeamter und Bauintendant der Renaissance
- Dehn-Schmidt, Georg von (1876–1937), deutscher Diplomat
- Dehnad, Keyvan (* 1961), iranischer internationaler Judo-Schiedsrichter
- Dehne, Albert (1832–1906), deutscher Maschinenbauer und Unternehmer
- Dehne, August (1796–1875), österreichischer Konditor in Wien
- Dehne, August (1830–1917), österreichischer Politiker
- Dehne, Christoph (1575–1640), deutscher Bildhauer und Steinmetz
- Dehne, Frank (* 1976), deutscher Volleyball-Nationalspieler
- Dehne, Gottlieb (1669–1739), deutscher Barbier und Bürgermeister in Weimar
- Dehne, Heinz (1936–2017), deutscher Chemiker und Hochschullehrer
- Dehne, Heinz-Wilhelm (1950–2019), deutscher Agrarwissenschaftler, Phytomediziner und Hochschullehrer
- Dehne, Johann Friedrich Anton (1787–1856), deutscher Pharmazeut und Naturforscher
- Dehne, Julius (1873–1950), deutscher Jurist, Verwaltungsbeamter und Politiker (DDP, DStP), MdL, Minister
- Dehne, Kurt (1901–1990), deutscher Priester
- Dehne, Ludwig († 1799), Gründer der Wiener k.u.k. Hofzuckerbäckerei
- Dehne, Marco (* 1969), deutscher Fußballspieler
- Dehne, Miriam (* 1968), deutsche Regisseurin und Autorin
- Dehne, Pia (* 1964), deutsche Malerin
- Dehne, Ronald (* 1948), deutscher Schauspieler
- Dehne, Stephanie (* 1983), deutsche Politikerin (SPD), Mitglied der Bremischen Bürgerschaft
- Dehnel, August (1903–1962), polnischer Zoologe
- Dehnel, Jacek (* 1980), polnischer Schriftsteller, Übersetzer und Maler
- Dehnel, Sabine (* 1971), deutsche Malerin
- Dehnel, Wolfgang (* 1945), deutscher Politiker (CDU), MdV, MdB
- Dehnen, Arnold (1882–1969), deutscher Politiker (DNVP, CDU), MdL
- Dehnen, Stefanie (* 1969), deutsche Chemikerin und Hochschullehrerin
- Dehnenkamp, Nele, deutsche Dokumentarfilmerin
- Dehner, Carl (1846–1928), württembergischer Maler, hauptsächlich Kirchenmaler
- Dehner, Ernst (1889–1970), deutscher General der Infanterie im Zweiten WeltkriegErnst Dehner (1889–1970)

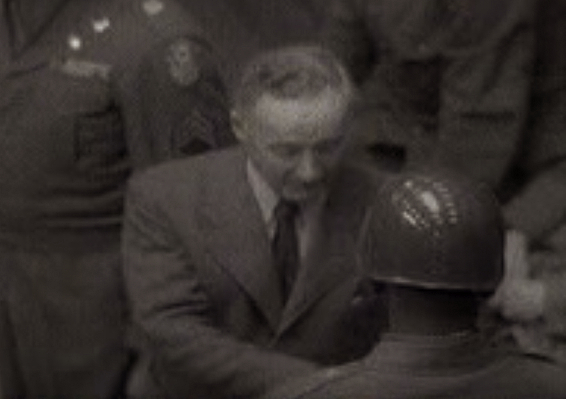
Ernst Dehner (1889–1970)

- Dehner, Gundolf (1928–1984), deutscher Tierarzt und Politiker (NPD), MdL
- Dehner, Jeremy (* 1987), US-amerikanischer Eishockeyspieler
- Dehner, John (1915–1992), US-amerikanischer Schauspieler
- Dehner, Karl (1862–1914), deutscher Heimatforscher und Historiker
- Dehner, Karl (1921–1989), deutscher Fußballspieler
- Dehnerdt, Eleonore (* 1956), deutsche Schriftstellerin
- Dehnert, Hans (1915–1981), deutscher Kapitän zur See der Bundesmarine und Übersetzer
- Dehnert, Karl Otto (1919–2004), deutscher Politiker (FDP)
- Dehnert, Max (1893–1972), deutscher Komponist und Schriftsteller
- Dehnhard, Tilmann (* 1968), deutscher Jazzmusiker (Saxophon, Flöte, Komposition)
- Dehnhardt, Friedrich (1787–1870), deutscher Botaniker
- Dehnhardt, Sebastian (* 1968), deutscher Fernsehregisseur, Autor und Fernsehproduzent
- Dehnicke, Kurt (1931–2011), deutscher Chemiker
- Dehnicke, Paul (1839–1914), deutscher Theaterschauspieler
- Dehning, Gustav (1882–1970), deutscher Pädagoge, Oberschulrat in Bremen
- Dehning, Hans (1889–1961), deutscher Fußballspieler
- Dehning, Max (* 2004), deutscher Leichtathlet
- Dehning, Siegfried (* 1930), deutscher Reitsportler
- Dehning-Busse, Karsten (* 1956), deutscher Cellist, Komponist und Musikpädagoge
- Dehnkamp, Willy (1903–1985), deutscher Politiker (SPD), MdBBWilly Dehnkamp (1903–1985)

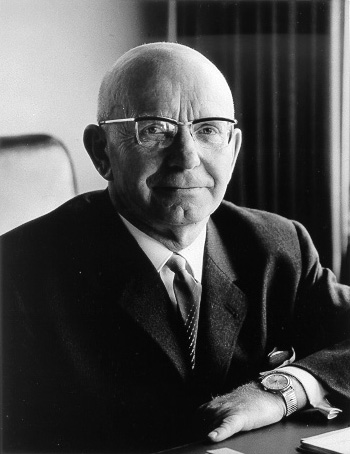
Willy Dehnkamp (1903–1985)

- Dehns, Adolph Friedrich (1740–1806), deutscher Jurist und Ratssekretär der Hansestadt Lübeck
- Dehns, Otto (1876–1943), deutscher Verwaltungsjurist und Ministerialbeamter in Mecklenburg, Kurator der Universität Rostock

### Deho
- Dehodencq, Alfred (1822–1882), französischer Maler
- Dehodencq, Edmond (1862–1887), französischer Maler und Radierer
- Dehof, Gerd (1924–1989), deutscher Bildhauer
- Dehoff, Reginald (1947–2006), deutscher Schauspieler und Sänger
- Dehombreux, Claude (1939–2010), belgischer Ruderer
- Dehon, Léon Gustave (1843–1925), Begründer der Herz-Jesu-Priester-OrdensgemeinschaftLéon Gustave Dehon (1843–1925)

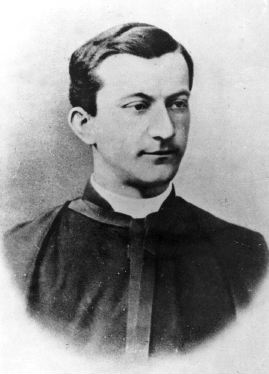
Léon Gustave Dehon (1843–1925)

- Dehornoy, Patrick (1952–2019), französischer Mathematiker
- Dehors, Laurent (* 1964), französischer Jazzmusiker (Klarinette, Saxophone, Dudelsack, Komposition)
- Dehouck, Bram (* 1978), belgisch-flämischer Kriminalschriftsteller
- Dehousse, Fernand (1906–1976), belgischer Politiker, MdEP
- Dehousse, Jean-Maurice (1936–2023), belgischer Politiker (PS), MdEP, wallonischer Ministerpräsident und Bürgermeister
- Dehoust, Matthias (* 1973), deutscher Fußballspieler
- Dehoust, Peter (1936–2020), deutscher Publizist und Multifunktionär der deutschen rechtsextremistischen Szene
- Dehoux, Lucien (1890–1964), belgischer Turner

### Dehr
- Dehrmann, Johann Ehrenreich von (1728–1809), preußischer Generalmajor
- Dehrmann, Mark-Georg (* 1975), deutscher Literaturwissenschaftler

### Dehs
- Dehs, Volker (* 1964), deutscher Literaturwissenschaftler, Übersetzer und Publizist
- Dehshiri, Mohammad Reza, iranischer Hochschullehrer

### Dehu
- Déhu, Frédéric (* 1972), französischer Fußballspieler
- DeHuff, Nicole (1975–2005), US-amerikanische Schauspielerin